# Прва чехословачка бригада Јан Жишка
Прва чехословачка народноослободилачка бригада „Јан Жишка“ формирана је 26. октобра 1943. у селу Бучју код Пакраца од Чехословачког партизанског батаљона (формиран 3. маја 1943) и Првог посавског ударног батаљона, делова Дванаесте бригаде и бораца из Западне и Источне групе НОП одреда Шестог корпуса. Од 3. новембра била је у саставу Дванаесте дивизије (два батаљона са око 500 бораца).

## Борбени пут бригаде
Дејствовала је углавном у Славонији и Подравини. У нападу 12. дивизије на Вировитицу 6/7. новембра, бригада је обезбеђивала правац Велике Писанице и Грђевице. До средине децембра вршила је диверзије на железничкој прузи Вировитица–Нашице, учествовала у нападу на Ђаково 14. децембра и у ослобођењу Горјана 17. децембра. С једним батаљоном Диљског одреда упала је у Громачник и Сибињ (на прузи Београд–Загреб) 23/24. децембра, разрушила пругу на пет места и запалила 98 камиона, 1 локомотиву и 20 вагона.
Ноћу уоћи 1. јануара 1944. напала је са Осамнаестом бригадом Окучане, али се због интервенције јаких непријатељских снага повукла ка Псуњу. У јануару и фебруару извршила је покрет у Банију и натраг и водила борбе с немачким, усташким и домобранским снагама. Крајем фебруара, после извршене реорганизације, стављена је под непосредну команду Штаба 6. корпуса и учествовала у низу борби с усташама, домобранима и немачким снагама; 11. марта код Ивановог Села, 4. и 5. априла у ослобађању Слатине, 19. априла код села Духова недалеко од Гарешнице, 20. априла порушила је мост на реци Илови код Великих Зденаца и мост на Чавловици код Уљаника, и 11. маја обезбеђивала напад на Херцеговац.
У јуну се вратила у састав 12. дивизије и водила борбе између Осијека и Слатине, а у јулу у Пожешкој котлини обезбеђивала жетву и пребацивање жита из Славоније у Банију. У августу је у Даруварској котлини учествовала у борбама за ослобођење Бадљевине и Грубишног Поља, и заузела Кончаницу 9. августа. До краја 1944. извела је низ акција и учествовала у рушењу пруге Београд–Загреб код Кутјева почетком септембра, у нападима на непријатељева упоришта Пожегу 5. септембра, Вировитицу 4. октобра, Пишкоревце 13/14. новембра, Нашице 18. новембра и остало. Крајем новембра формирала је трећи батаљон (тада је имала 3 батаљона, чету за везу, болнички вод и комору са укупно 1151 борцем).
Од јануара до марта 1945. извела је низ мањих акција око Диља и Папука, и нападала већи број непријатељевих упоришта (Трнава, Набрђе, Брачевац, Доња Мотичина и остала), у парилу разбила немачку колону код Старе Субоцке и водила јаке борбе, обезбеђујући напад 12. дивизије на Ветово.
Бригада „Јан Жишка“ расформирана је 23. априла 1945. године, а њено људство попунило је јединице Четврте бригаде 12. дивизије ЈА.
Кроз бригаду је прошло око 3.000 Чеха и Словака, од којих је 298 током рата погинуло.

## Команданти бригаде
- Антоњин Долежал
- Јосип Ружичка
- Јосип Војомчек